# Châteauneuf-d'Entraunes
Châteauneuf-d'Entraunes är en kommun i departementet Alpes-Maritimes i regionen Provence-Alpes-Côte d'Azur i sydöstra Frankrike. Kommunen ligger  i kantonen Guillaumes som ligger i arrondissementet Nice. År 2022 hade Châteauneuf-d'Entraunes 63 invånare.

## Befolkningsutveckling
Antalet invånare i kommunen Châteauneuf-d'Entraunes
Referens: INSEE